# Rivière de Puvirnituq
Pour les articles homonymes, voir Puvirnituq (homonymie).
La rivière de Puvirnituq est un affluent du littoral est de la baie d'Hudson. Cette rivière coule vers l'ouest dans la municipalité de village de Puvirnituq, sous l'administration régionale Kativik, dans la région administrative du Nord-du-Québec, au Québec, au Canada.
La rivière de Puvirnituq traverse sur 40,9 km d'est en ouest la limite nord du Parc national des Pingualuit qui est caractérisé par le Cratère des Pingualuit. Ce cratère est situé à 16,7 km au sud de la rivière de Puvirnituq.
La surface de la rivière de Puvirnituq est généralement gelée annuellement d'octobre à juin (parfois jusqu'en juillet). En été, un bateau d'approvisionnement s'avance dans la baie sur environ 4 km, soit jusqu'au village de Puvirnituq ; des barges sont alors utilisées pour relier le bateau et le quai. Parfois, lors de la crue du printemps, des embâcles se forment sur la rivière.
La pêche sportive est populaire au pied de la première (à environ 4 km), deuxième (à environ 7 km) et troisième chute (à environ 10 km) à partir de la confluence de cette rivière et de la baie d'Hudson.

## Géographie
Les bassins versants voisins de la rivière de Puvirnituq sont :
- côté nord : rivière Qikirtaluup Kuunga, petite rivière de Puvirnituq ;
- côté est : baie d'Ungava ;
- côté sud : rivière du Nord (baie d'Hudson), lac Tasiujaq (jadis désigné "lac Guillaume-Delisle"), lac Péloquin, rivière Vachon, lac Nantais, lac Manarsulik (jadis désigné "lac Laflamme"), cratère des Pingualuit ;
- côté ouest : baie d'Hudson.

Cours de la rivière à partir de la tête (segment de 177,8 km)
La rivière de Puvirnituq prend sa source d'un petit lac sans nom (altitude : 609 m) de montagne situé à l'ouest de la ligne de partage des eaux entre le bassin versant de la baie d'Ungava, de la Baie d'Hudson et du détroit d'Hudson.
Ce lac de tête (longueur : 3,3 km ; largeur : 1,6 km) est entouré de montagnes de plus de 610 m d'altitude du côté sud, 625 m du côté nord-ouest et 655 m du côté est. Ce lac est situé à 1,2 km au nord-est du lac Rinfret qui se déverse dans la rivière Déception Est (laquelle appartient au versant du Détroit d'Hudson), au nord du lac Raglan et à 70,8 km à l'ouest du village nordique de Kangiqsujuaq qui est situé sur la rive ouest de la baie d'Ungava.
À partir de l'embouchure (situé au sud) du lac, l'eau se déverse dans la rivière de Puvirnituq qui coule sur 32,7 km vers le sud en traversant quelques lacs formés par l'évasement de la rivière. De là, la rivière bifurque vers l'ouest où elle coule sur 20,8 km jusqu'à croiser une rivière venant du nord.
Puis la rivière coule vers le sud sur 1,0 km jusqu'à la décharge du lac Saint-Germain (venant du sud), soit la limite nord du Parc national des Pingualuit. Ce dernier lac est situé au nord-est du lac Manarsulik (jadis désigné "lac Laflamme") qui constitue le lac de tête de la rivière Vachon, un affluent de la rivière Arnaud. Cette dernière coule vers le nord-est pour se déverser sur le littoral ouest de la baie d'Ungava. Le cratère des Pingualuit est situé à 3,2 km au sud du lac Manarsulik.
À partir de la décharge du lac Saint-Germain, la rivière de Puvirnituq coule sur 75 km vers l'ouest, jusqu'à la décharge du lac Nantais. Puis la rivière reprend son cours sur un dernier segment de 48,3 km, en traversant le lac Natirnaaliup Tasinga et un autre lac jusqu'à se déverser sur la rive nord-est du lac Lallemand.
Cours en aval du lac Allemand (segment de 102,4 km)
La rivière de Puvirnituq prend ses eaux de tête du lac Lallemand (longueur : 30,8 km dans le sens nord-sud ; largeur : 18 km). Ce plan d'eau de forme complexe comporte quelques dizaines d'îles, de nombreuses presqu'îles et baies. Ce lac reçoit du côté nord-est les eaux de la Petite rivière de Puvirnituq. Au sud du lac, l'embouchure est formé d'un détroit de 15,6 km de long, traversant plusieurs plans d'eau. La rivière coule vers le sud sur 6,1 km en traversant un plan d'eau formé par l'élargissement de la rivière. Puis la rivière continue sur 26,6 km vers le sud, jusqu'à la rive nord du lac Chamberlaine, que le courant traverse vers l'ouest sur 23,3 km (incluant le détroit qui relie le lac Chamberlaine au plan d'eau suivant).
La baie de Puvirnituq est située sur la Baie d'Hudson ; elle comporte une baie secondaire s'étirant sur 9,4 km dans les terres jusqu'à la première chute laquelle est formée par les îles Avarqutaak. En remontant ces chutes et la passe Kuukallak, l'on parvient au lac de Puvirnituq qui est traversé par la rivière de Puvirnituq.
Le village de Puvirnituq est situé sur la rive nord de cette dernière baie, face à l'île Fat et à l'île Qikirtaaluk. La rivière Formel (venant du sud-est) se déverse sur la rive sud de cette baie, soit à 7,2 km de l'entrée de la baie.
Les principaux affluents de la rivière de Puvirnituq sont :
- Petite rivière de Puvirnituq qui coule presque en droite ligne vers le sud-ouest en parallèle à la partie supérieure de la rivière de Puvirnituq, pour se déverser sur la rive nord du lac Allemand. Ce dernier lac est le principal plan d'eau de la rivière de Puvirnituq ;
- Rivière Decoumte, venant du sud-est.

En coulant vers le sud-ouest, la rivière traverse notamment le lac Papittukaaq et le lac de Puvirnituq avant de se déverser sur le littoral est de la baie d'Hudson, à la hauteur du village de Puvirnituq.

## Toponymie
Le terme Puvirnituq est utilisé pour désigner le village nordique, le lac, la rivière, la petite rivière, les monts et la réserve de parc national. Ce terme provient du mot puvirniq signifiant lui-même viande pourrie du fait que l'animal a gonflé et pourri avant d'être ouvert.
Le toponyme rivière de Puvirnituq a été officialisé le 23 février 1995 à la Commission de toponymie du Québec.